# Nützenbergpark

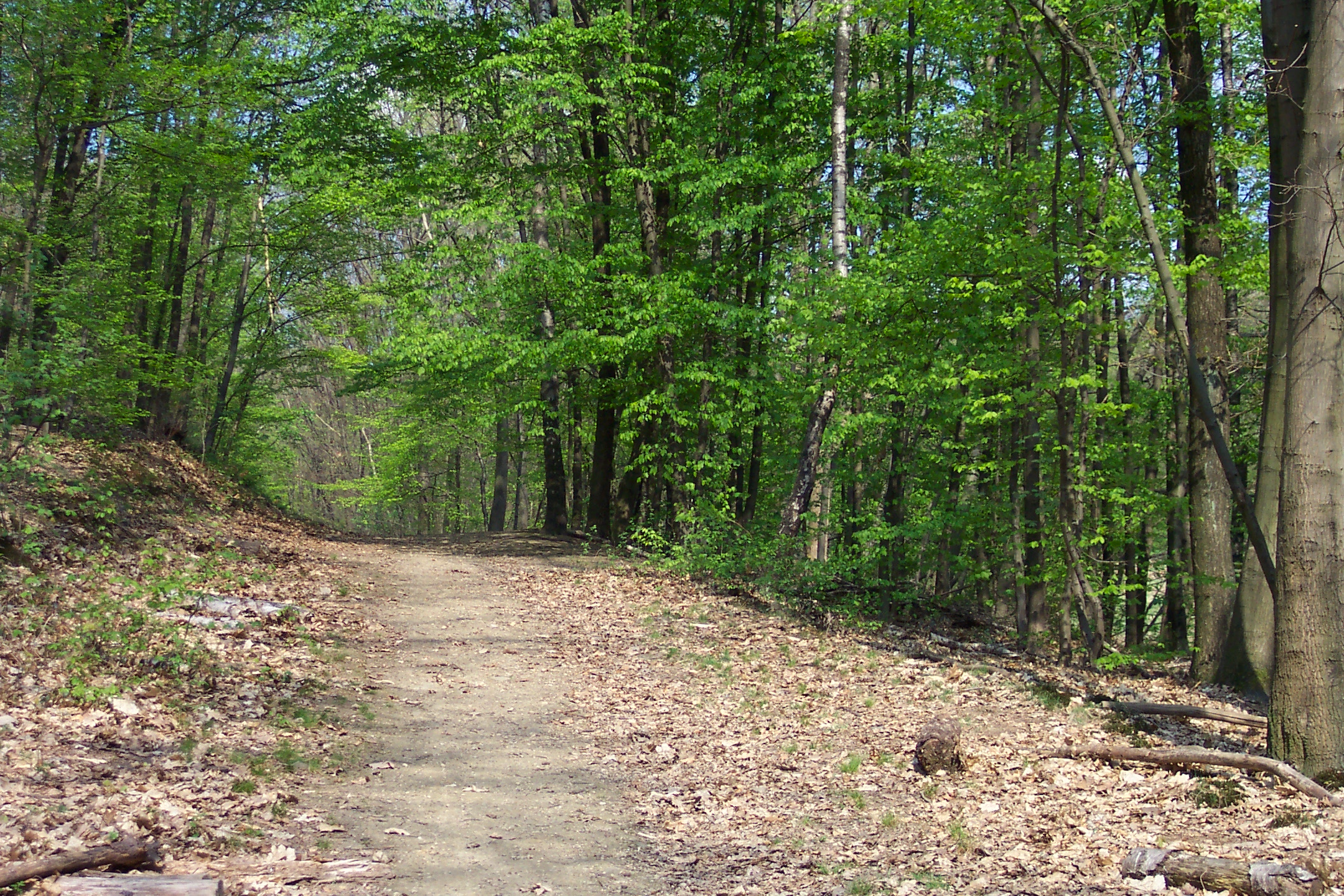
Im Nützenberger Wald, April 2003

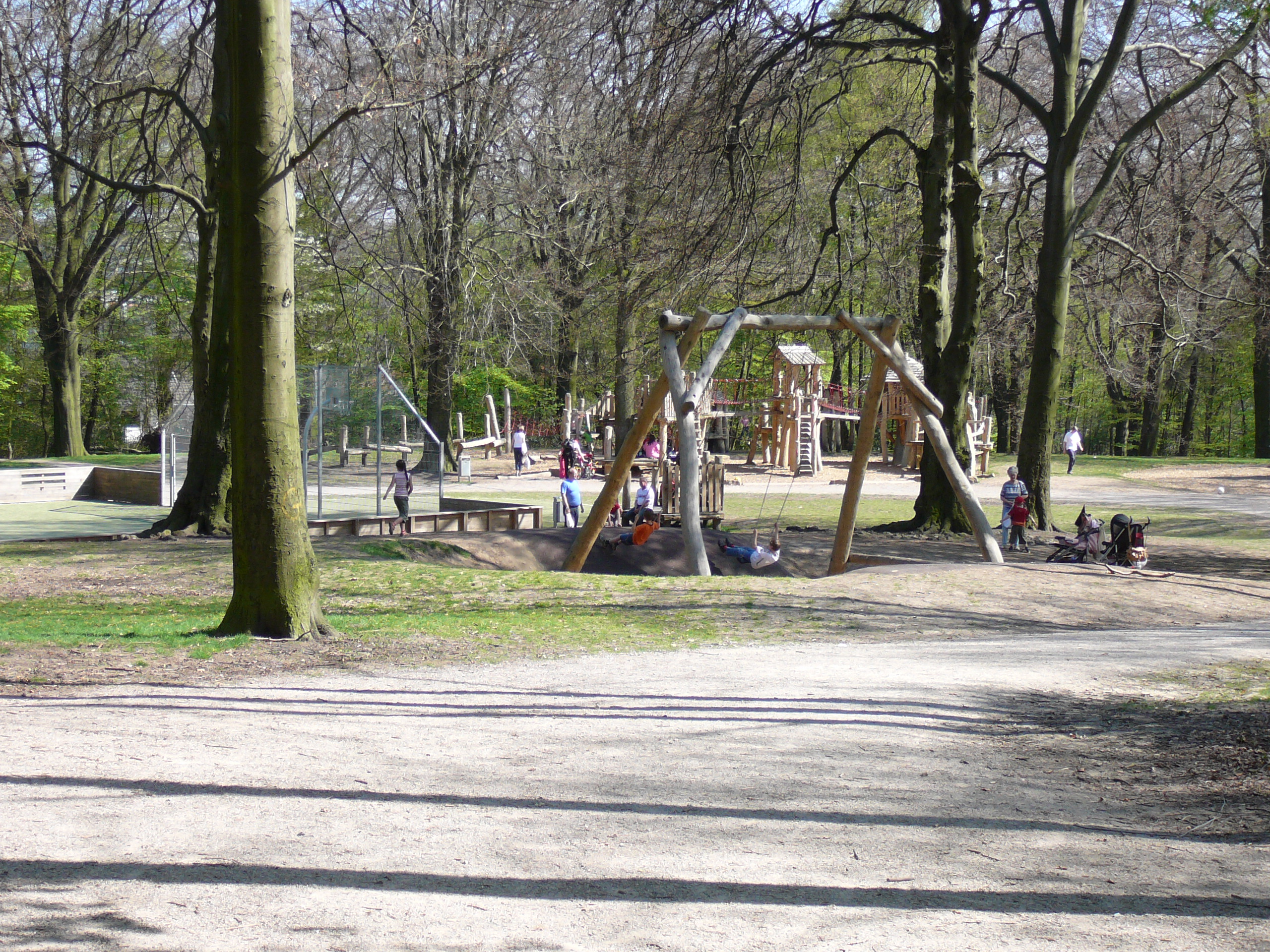
Spielplatz im Nützenbergpark

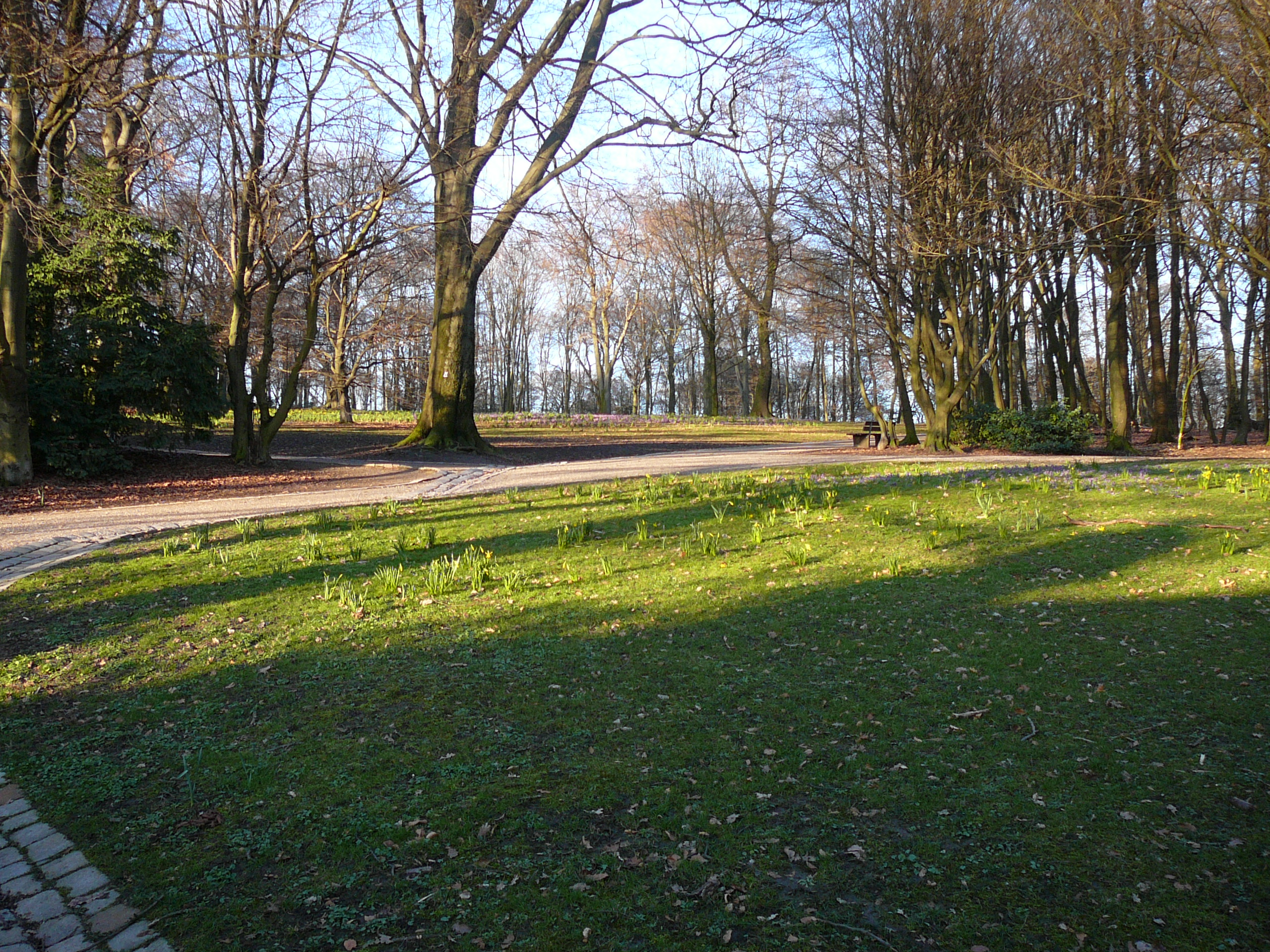
Nützenbergpark

Der Nützenberger Wald (auch Nützenbergwald) ist ein Stadtwald im Wuppertaler Stadtbezirk Elberfeld-West und liegt auf der 259,3 Meter hohen Erhebung Nützenberg. Mit dem Nützenbergpark (auch als Kaiserhöhe bekannt) existiert ein historischer Park aus dem 19. Jahrhundert, der seinerzeit vom Elberfelder Verschönerungsverein angelegt worden war.

## Beschreibung

### Nützenberger Wald
Das Waldgebiet ist rund 41 Hektar groß und bedeckt die Kuppe des Nützenbergs. Im Osten schließt sich das Villengebiet Briller Viertel an. Im Westen reicht der Wald bis an die Bundesautobahn 46 (A 46) heran.
Der westliche Teil des Waldgebietes besteht aus Roteichen, Traubeneichen, Eschen, Ahorne und Birken, daneben ein paar Buchen. Die Bestände sind vorwiegend aus den Nachkriegsjahren.
Im Rahmen der Regionale 2006 wurde das untere Gebiet als Hundeauslaufgebiet ausgewiesen, normalerweise dürfen Hunde nicht unangeleint im Wald laufen. Im Winterhalbjahr 2011/2012 wird dieser Teil durchforstet, nachdem dies in den letzten 15 Jahren unterblieben ist. Hierbei sollen die nicht heimischen Roteichen sukzessive durch Stieleichen ersetzt werden.

### Nützenbergpark
Im Mittelpunkt des Waldgeländes liegt der Nützenbergpark. Die Schaffung der Parkstrukturen wurde 1874 durch den Elberfelder Verschönerungsverein begonnen. Hier, an der höchsten Stelle des Nützenbergs, steht der 1898 errichtete Weyerbuschturm. Ihm gegenüber das Parkwächterhaus, Haus Weyerbusch, aus der gleichen Erbauungszeit wie der Turm. Rund um den Weyerbuschturm ist ein Spielplatz angelegt, bei dem einmal im Jahr ein Sommerfest stattfindet. Neben dem Bolzplatz liegt nördlich des Nützenbergparks ein großer Schotter-Sportplatz, der unter dem Namen Kaiserhöhe bekannt ist.
Ebenfalls im Rahmen der Regionale 2006 wurde der Park mit seinem großen Spielplatz erneuert und erweitert, so dass jetzt zusätzlich ein Hochseil-Parcours, ein Kunstrasen-Bolzplatz und weitere Klettergeräte zur Verfügung stehen.